# Ixiochlamys
Ixiochlamys é um género botânico pertencente à família Asteraceae.

## Lista de espécies
- Ixiochlamys cuneifolia
- Ixiochlamys filicifolia
- Ixiochlamys integerrima
- Ixiochlamys nana